# Селищня
Селищня — река в Чусовском городском округе Пермского края, приток Усьвы. Впадает в Усьву с левого берега в 27 км от её устья. Длина реки 11 км. Истоки в 2 км юго-западнее железнодорожной станции Заготовка. Устье в 6 километрах на юго-запад от посёлка железнодорожной станции Утёс.

## Данные водного реестра
По данным государственного водного реестра России, река относится к Камскому бассейновому округу, бассейн реки Кама, подбассейн — Кама до Куйбышевского водохранилища (без бассейнов рек Белой и Вятки), водохозяйственный участок реки — Чусовая от в/п пгт. Кын до устья. Код объекта в государственном водном реестре — 10010100712111100011627.